# 朝鲜经济改革
朝鲜经济改革是指朝鲜经济的完善、改革和重组方案。

## 历史沿革

### 金日成时期
朝鲜的经济改革可以追溯到1970年代，在千里馬速度的高速發展後經濟發展下降，当时朝鲜的政府机关和军队获准成立国有企业，希望能發展出了一些促進生產積極性的試點。
1984年制定了《国营企业自负盈亏若的干规定》，强化了企业自负盈亏的制度；制定《合资法》等法律，探索吸引外商投资；对农业上的包产到户制进行小规模的试点等。
冷战结束后，朝鲜进行社会主义计划经济为主导并有限度地引入市场机制的“朝鲜式社会主义”。1991年，朝鲜决定建立罗津-先锋自由经济贸易区，吸引外资。1992年10月，公布《外国人投资法》、《外国独资企业法》和《合作法》，1993年，公布《自由经济贸易区法》、《外汇管理法》、《外国投资企业及外国人税收法》、《土地租赁法》、《外资银行法》和《外国人出入自由经济贸易区规定》。
然而这一时期经济改革成效有限，朝鲜自1990年开始直到1998年连续9年负增长。

### 金正日时期
自2000年代以来，朝鲜国内公司的数量急剧增加。2002年7月，朝鲜出台了一系列“社会主义经济管理改善措施”，被称为“七一改革”。内容包括大幅度调整物价和工资，缩小配给制；扩大企业经营自主权，强化企业的独立核算制；取消外汇券，调整汇率；加强对农业的鼓励措施等。2002年9月制定了“先军时代经济建设路线”，即国防工业优先，轻工业、农业同时发展。2002年9月，朝鲜设立新义州开发区，与1990年建立的先锋－罗津地区一起向中国开放，10月设立开城工业园区和金刚山旅游园区，对韩开放。2003年，朝鲜把农民市场改为“综合市场”，允许销售轻工业产品和农贸市场的作用。自2004年1月起，农业部门开始了“以家庭为单位的农业经营方式”试点，工业部门开始了“企业改革”措施的试点，内容包括降低企业对国家的上缴金额，扩大企业现金持有限额，允许按自身业绩提高工资等。
根据新的举措，朝鲜废除了定量供应制度，食品和副食品开始敞开供应。固定价格也被打破，价格改由供需情况决定。对大部分的企业不再下达指令性计划，自行决定生产内容、产量和成本，不再给予政府补贴。农民完成定额以后的产品允许由自己支配和自由市场出售。
根据韩国银行的估算，1999年～2005年，朝鲜经济连续7年保持增长。此間至少把飢餓問題進行了抑制。但2005年开始隨著基本條件改善，改革大幅减速。2005年10月，朝鲜政府开始实施将粮食买卖集中到指定地点的粮食专卖制度，并叫停了20世纪80年代开始的小规模分田到户的尝试，这标志着突破计划经济时期“主体农业方法”尝试的失败。
2009年实行货币改革，但未能成功。有评论认为此举意在清除经济管理改善措施催生的国内市场经济因素，2009年后2002年改革的举措已经被全部推翻，同时朝鲜党内主张市场经济作用的改革派与保守派之间的斗争愈演愈烈是此時拖累的主要問題。

### 金正恩时期
金正恩于2012年正式继位后重新重视经济改革。金正恩治下，朝鲜推出了“朝鲜式经济管理方法”（也称“我们式的新的经济管理体系”），即2012年6月28日所提出的“6.28方针”，在2014年5月30日发布的“5.30指示”中得到了进一步发展。因市场机制、私人所有等经济要素事实上已成为朝鲜经济的组成部分，呈现出以国有经济和计划调节方式为主导并默认市场机制及其他所有制形式存在的雙軌“混合经济体制”，但朝鲜仍未正式承认商品、市场以及除国家所有、社会联合体集体所有之外的其他所有制形式。
朝鲜的经济增长率估计在1%到5%之间。朝鲜问题专家安德烈·兰科夫曾表示朝鲜经济实际增长率为3-4%。据韩国官方数据，2011—2014年连续4年取得1%左右的年均增长，2016年经济增长率达到3.9%。

## 中国的影响
中国鼓励朝鲜的经济改革。中国最高领导人习近平在2019年6月访问平壤时表示，金正恩“提出了发展经济和改善民生的新战略路线，将该国的社会主义建设提升到新的高潮”。